# Carl Eldhs ateljémuseum
Carl Eldhs ateljémuseum är ett konstnärsmuseum vid Lögebodavägen 10 i Bellevueparken i Vasastaden i Stockholm. Museet var skulptören Carl Eldhs ateljé. Ateljén är bevarad som Carl Eldh en gång lämnade den. Anläggningen (hus med trädgård) är sedan år 2010 ett statligt byggnadsminne.

## Historik

### Bakgrund
År 1904 flyttade Eldh tillbaka till Stockholm efter studier utomlands. 1905 träffade han sin blivande hustru Elise Persson (1881-1958) och 1907 föddes dottern Brita Eldh (1907-2000). 1914 gifte sig Carl Eldh och Elise som då fick efternamnet Eldh. Samma år gick en studieresa till Italien. Åren 1921-1954 var Elise och Brita Eldh bosatta i Alhambra i Kalifornien, nära Los Angeles, i USA, och Carl Eldh var bosatt med familjen i USA åren 1925-1926. Carl Eldhs tillvaro hade under de första 15 åren efter hemkomsten från Paris 1904 präglats av en ambulerande tillvaro. Eldh flyttade otaliga gånger mellan olika lokaler som fick tjänstgöra som tillfälliga ateljéer, ofta källarlokaler med takfönster eller gamla butiker med stora skyltfönster mot gatan.

### Två skulpturateljéer och ett tusculum

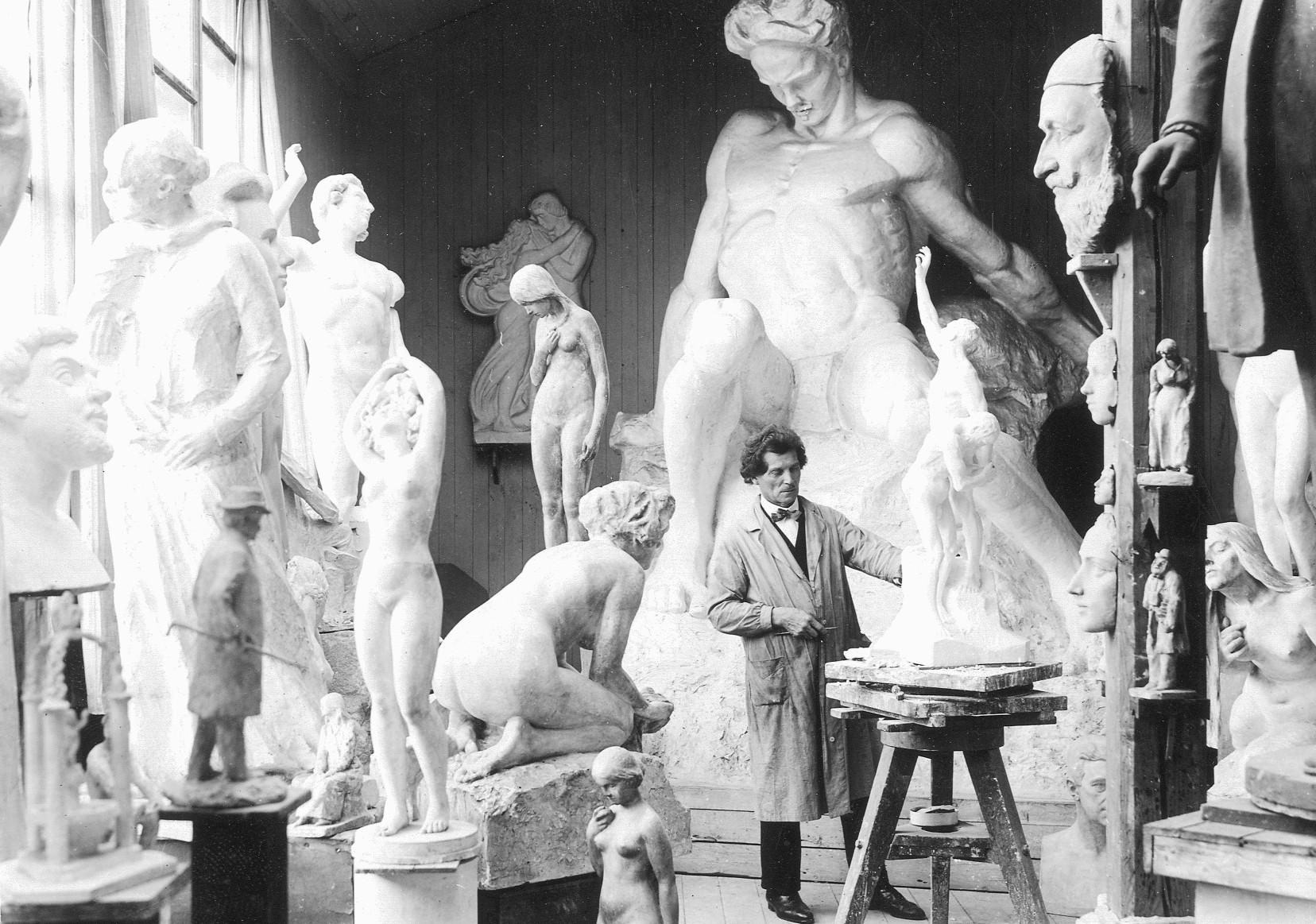
Carl Eldh i sin ateljé 1929.

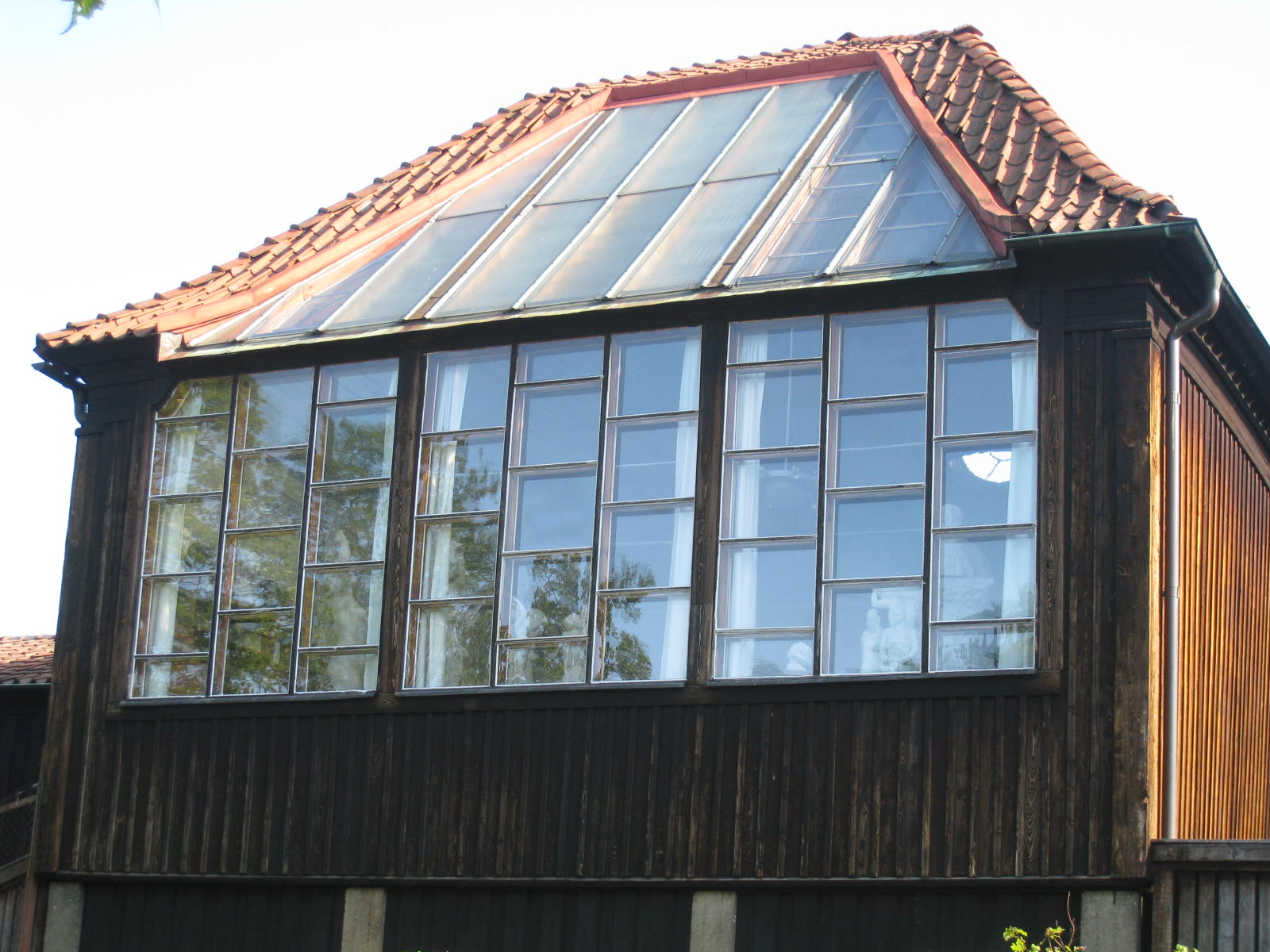
Studioateljén med sina höga ateljéfönster mot norr.

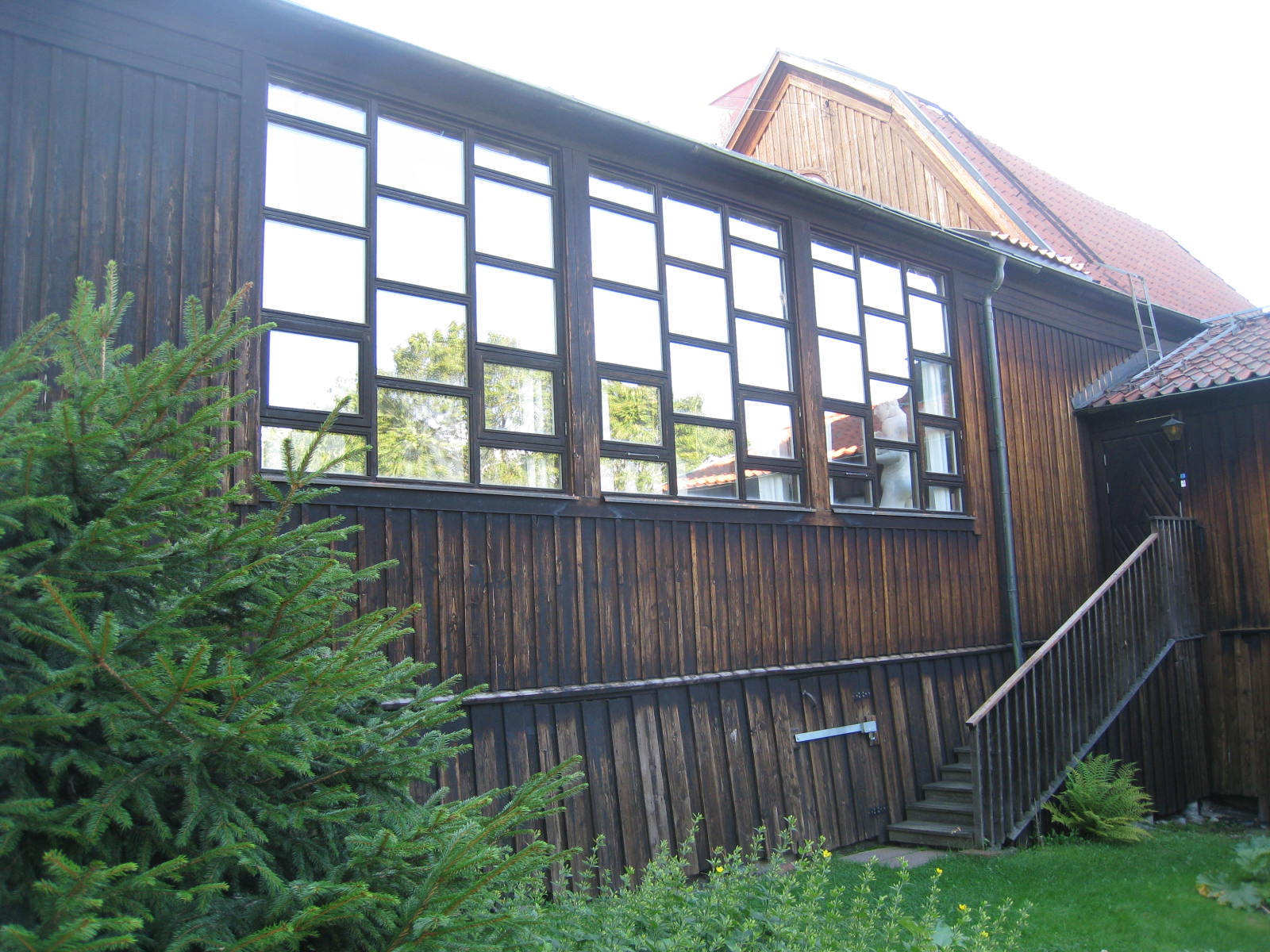
Verkstadsateljén med sina ateljéfönster mot öster.

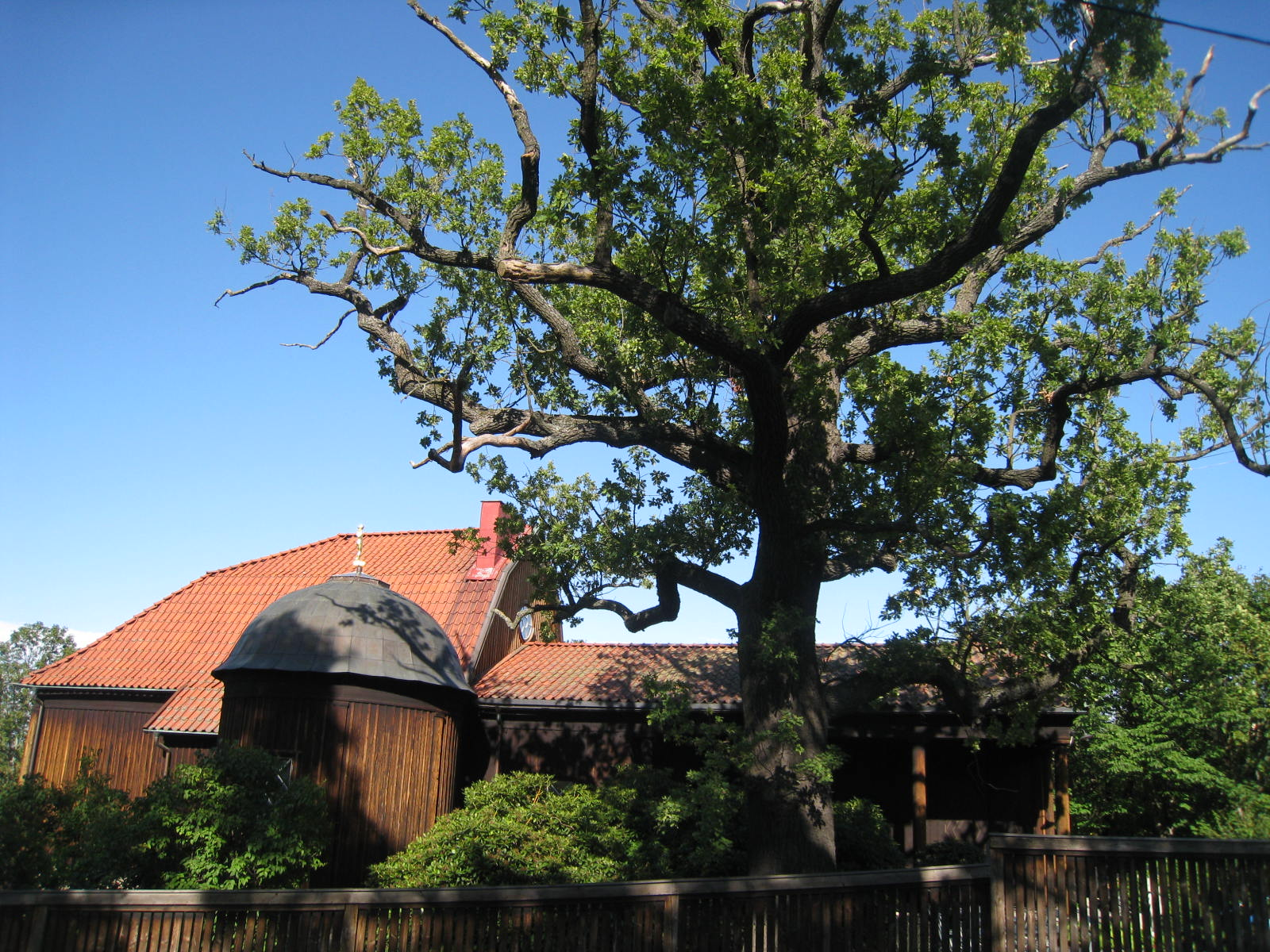
Ateljébyggnaden vid Lögdebodavägen, det runda tusculum och den gamla eken, som fanns där redan då huset byggdes.

I stadens norra utkanter hittade Eldh vid slutet av 1910-talet en plats alldeles utanför tullen som föreföll lämplig som permanent lösning. Det var en högt belägen tomt i den idylliska 1700-talsparken Bellevue med utsikt över Brunnsviken alldeles utanför Roslagstull. Carl Eldh planerade tillsammans med sin nära vän arkitekten Ragnar Östberg en byggnad som skulle vara både funktionell som skulptörateljé, med både studioateljé och verkstadsateljé, och smälta samman med den äldre bebyggelsen i Bellevue.
Ateljén uppfördes åren 1918–1919 i ett modernt formspråk med traditionella material. Fasaden hade tjärade träpanel och taket var klätt med gamla tegelpannor, som gav intryck av en byggnad som redan hade funnits på platsen i många år. De två stora ateljéerna, studioateljén och verkstadsateljén, dominerar byggnaden. Ragnar Östberg lät placera ett litet runt rum, ett tusculum (vilrum), med kopparklätt kupoltak och takfönster, som sticker ut från den rektangulära huskroppen. Invändigt är detta tusculum enkelt utformat med gråputsade väggar och rött tegelgolv. Det lilla mottagningsrummet var spartanskt inrett, vilket tidiga fotografier visar, men det blev alltmer belamrat under årens lopp. Rummet fylldes med konst av Eldhs många konstnärsvänner och andra minnen. Den egentliga bostadsdelen utgjorde ursprungligen bara ett litet övernattningsrum med entré från husets baksida. Denna del byggdes på 1960-talet ut med kök, badrum och ett rum med sovalkov och då bosatte sig  Brita Eldh i faderns ateljé. Idag är den tidigare lägenhet ombyggd till utställningsrum och kontor.

### Husets funktion
Byggnaden var när den uppfördes avsedd att vara ateljé och inte permanent bostad. Fasaderna i söder och väster har bara ett par fönster. Mot Lögebodavägen finns en öppen portik, entréloggian, som leder in till en mindre vestibul och därefter till den stora studioateljén med en nästan helt fönstertäckt norrvägg och hög takhöjd. För konstnärer och skulptörer är norrljuset viktigt och tack vare de stora fönstrens ljusinsläpp blir det ljust och inga slagskuggor. Genom ljuset och rymden i ateljén kunde Carl Eldh arbeta med stora monument och skapa modeller till dessa i full skala. Golvet i ateljén är ett enkelt trägolv och väggarna är klädda med gråvita plankor. Det viktigaste för Eldh var husets funktion och användbarhet. Intill den stora studioateljén finns ett långsmalt rum med lägre takhöjd, verkstadsateljén. Det fanns även möjlighet att arbeta här då det är stora fönster längs den långa husväggen och delar av taket. Med tiden blev den motsatta långväggen täckt av hyllor som kunde rymma delar av Eldhs rika produktion.

## Museets historia
År 1963 invigdes Carl Eldhs Ateljémuseum, nio år efter konstnärens död. Ateljén är renoverad, men dess ursprungliga skick är intakt med inventarier, verktyg och personliga tillhörigheter. De två ateljérummen är fyllda med skisser, skulpturer och andra föremål från ett långt konstnärsliv. Det står skisser i gips och lera intill flera meter höga gjutförlagor och ett fåtal verk i sten och brons. Allt står kvar från Eldhs tid. På museet finns nästan hela Eldhs rika och varierade produktion med statyetter, porträttbyster, skulpturgrupper och utkast till konstnärens många monument. Carl Eldh var en anspråkslös person, vilket återspeglas i hans museum.
Elise Eldh avled 1958 och därefter lät Brita Eldh uppföra en mindre lägenhet i anslutning till ateljén. Därmed började hon bo i sin fars ateljé och drev under flera decennier museet helt i egen regi. I början av 1990-talet fick Brita Eldh avsluta museiverksamheten på grund av sin höga ålder och sviktande hälsa. Under ett par år höll museet stängt och visningarna upphörde. Men 1995 återinvigdes museet under ledning av en nybildad styrelse och en nyanställd intendent. Då hade byggnaden renoverats och moderniserats varsamt för att bättre kunna anpassas till mer kontinuerlig visningsverksamhet. Därefter var Eldhs ateljé öppen för allmänheten varje år. Med ordinarie öppethållande främst under sommarhalvåret och visningar för bokade grupper utanför öppettid, året om.

## Museets trädgård
Brita Eldh satte sin prägel på trädgården under åren hon drev museet. Under 2017 genomfördes en restaurering av trädgården med ekonomiskt stöd från Länsstyrelsen. 
Under våren blommar bland annat snödroppe, krokus, tulpan och narciss. Syren och ståtlig rhododendron bildar en stomme i trädgården. Nyttoväxter som rabarber och gräslök samsas med prästkrage, stjärnflocka och mycket annat. Traditionella växter som rosor och pion samt doftande lavendel är andra inslag. Vid den lilla dammen, fåglarnas favorittillhåll, växer iris och blomsterfunkia.

## Verksamhet
Ett besök i museet ger inblick i en skulptörs skapande verksamhet i början av 1900-talet, samt öppnar möjlighet att studera Carl Eldhs samtid. Museet drivs av den privata Stiftelsen Carl och Elise Eldhs Ateljé, vilken instiftades av  Brita Eldh. I samband med Carl Eldhs död 1954 arbetade Brita Eldh målmedvetet med att omvandla faderns ateljé till museum efter återkomsten till Sverige. Hon hade tillsammans med sin mor levt i USA sedan mitten av 1920-talet. Sedan 2013 visas i museet även samtidskonst i dialog med museets samlingar genom tillfälliga utställningar.  
Carl Eldhs ateljémuseum, Kråkvilan 24, med tillhörande trädgård förklarades som byggnadsminne i januari 2010.

## Bilder

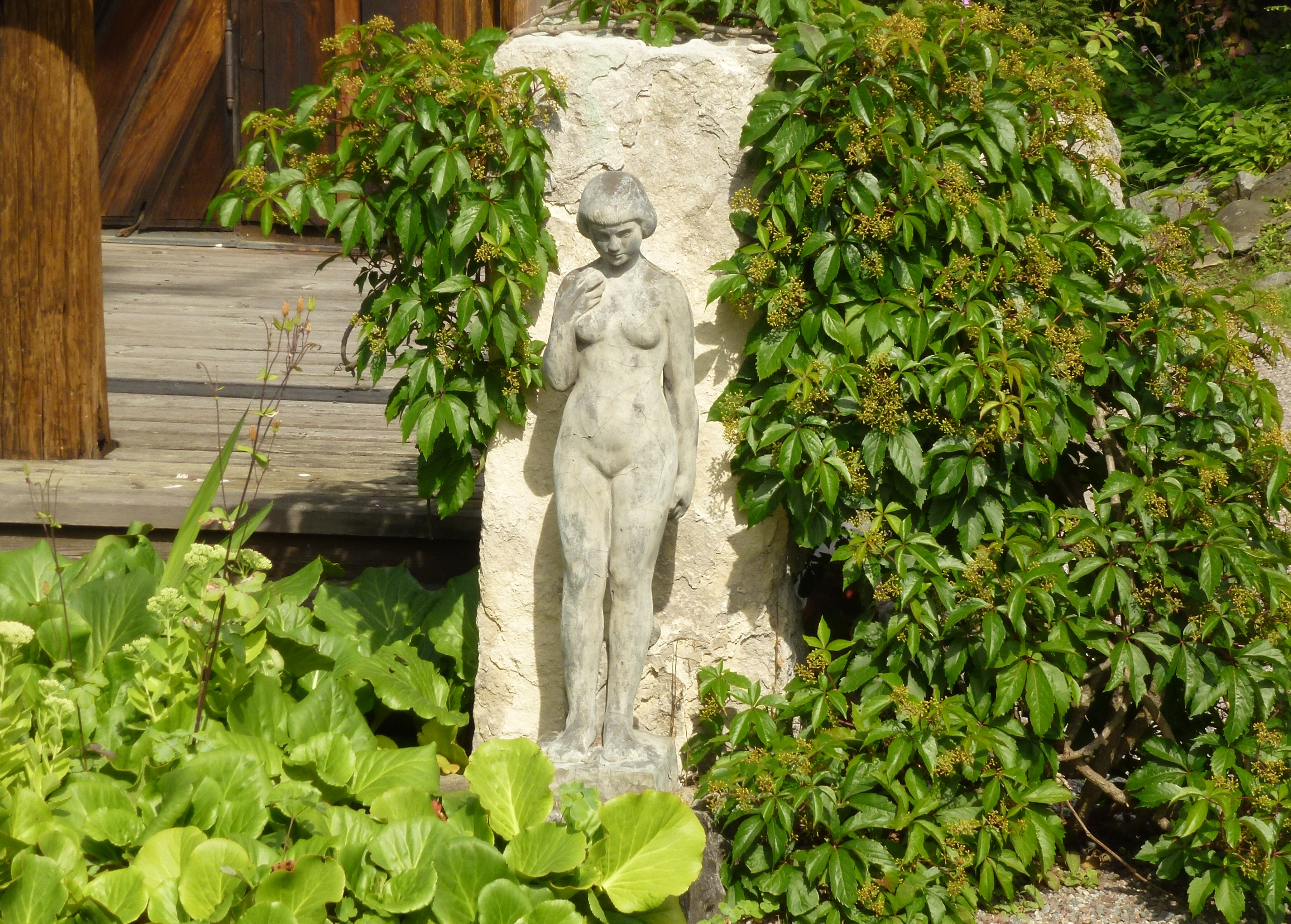
Flickskulpturen på innergården
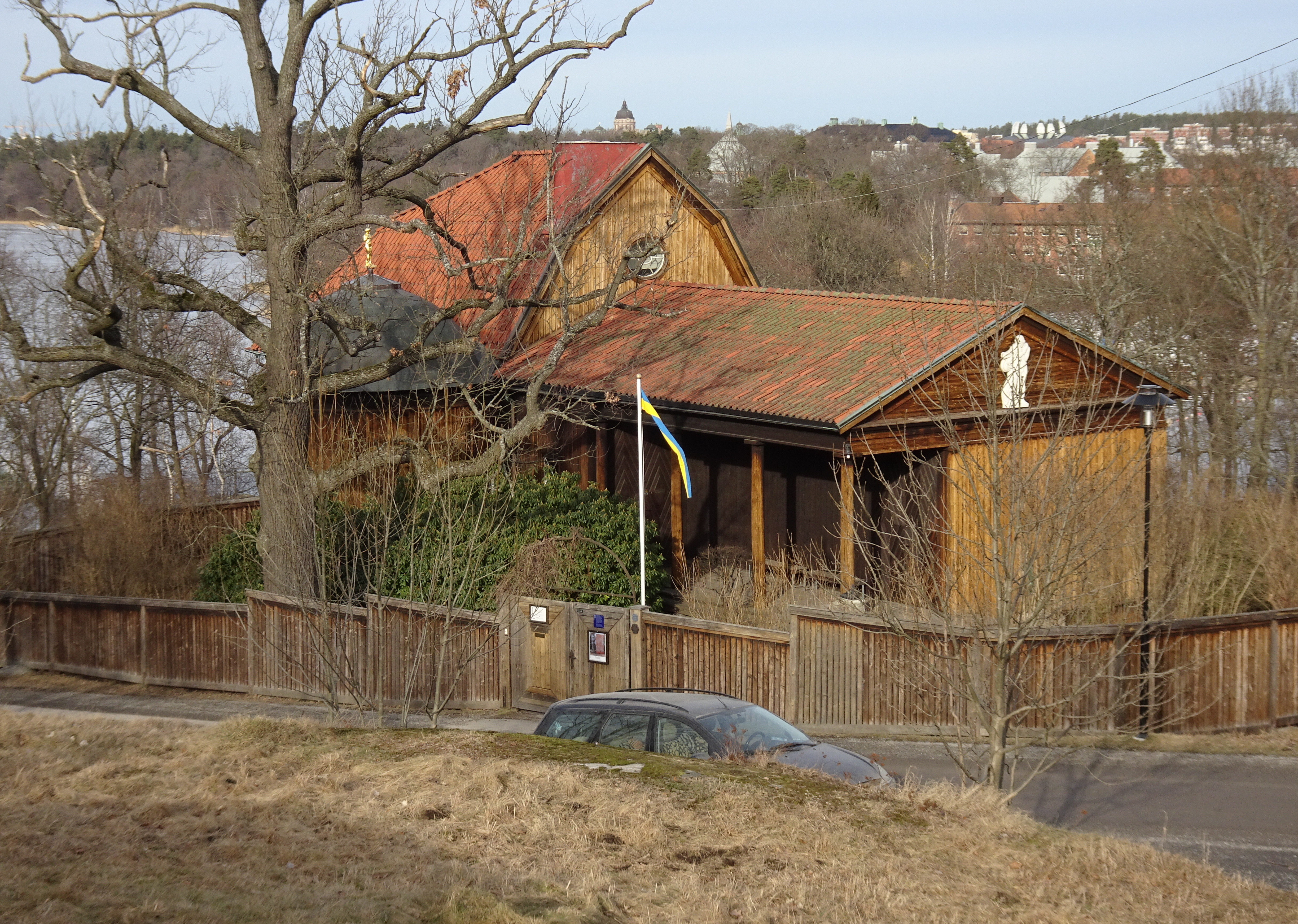
Ateljémuseet mot söder
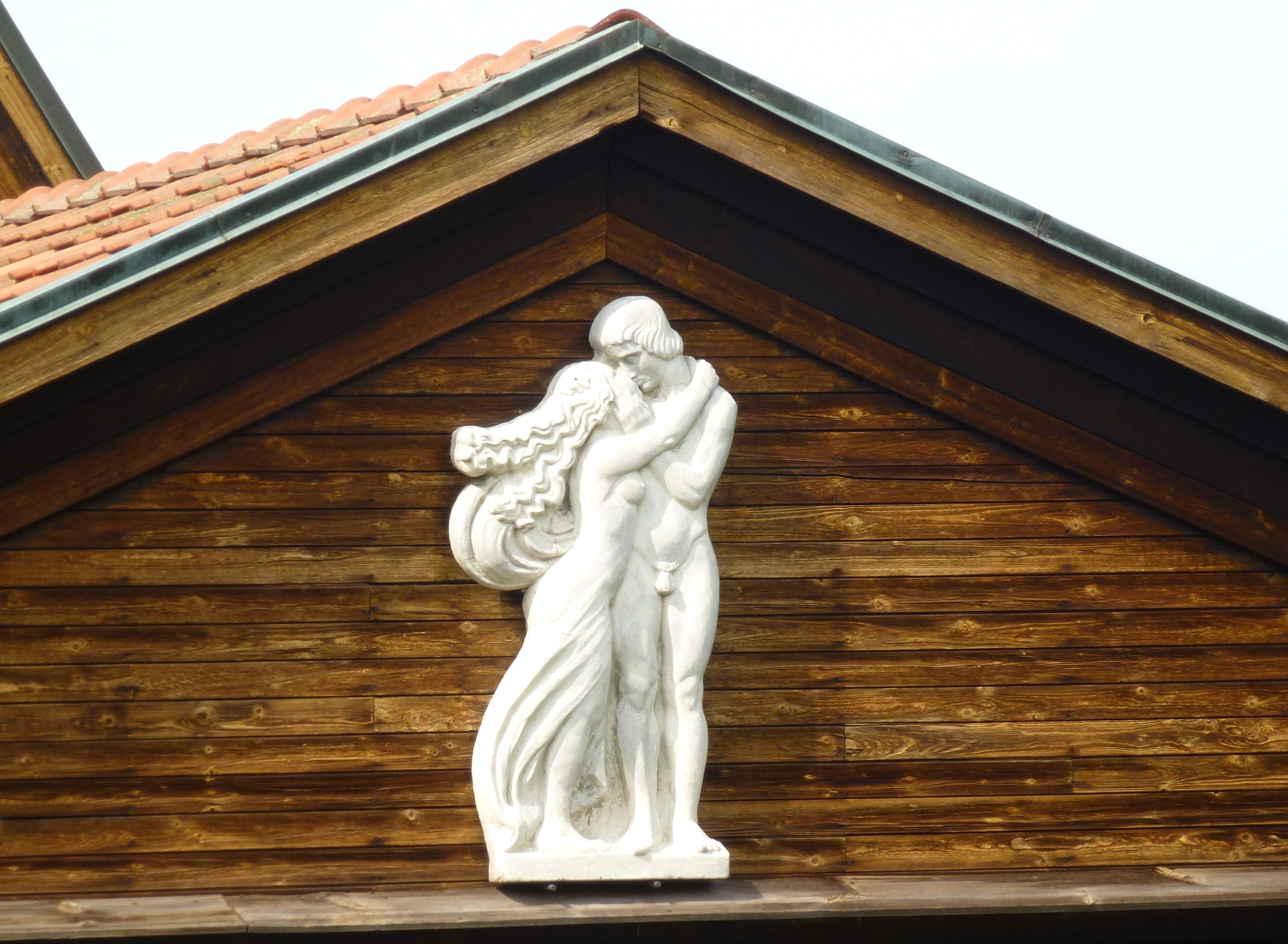
Relief på gavelspetsen
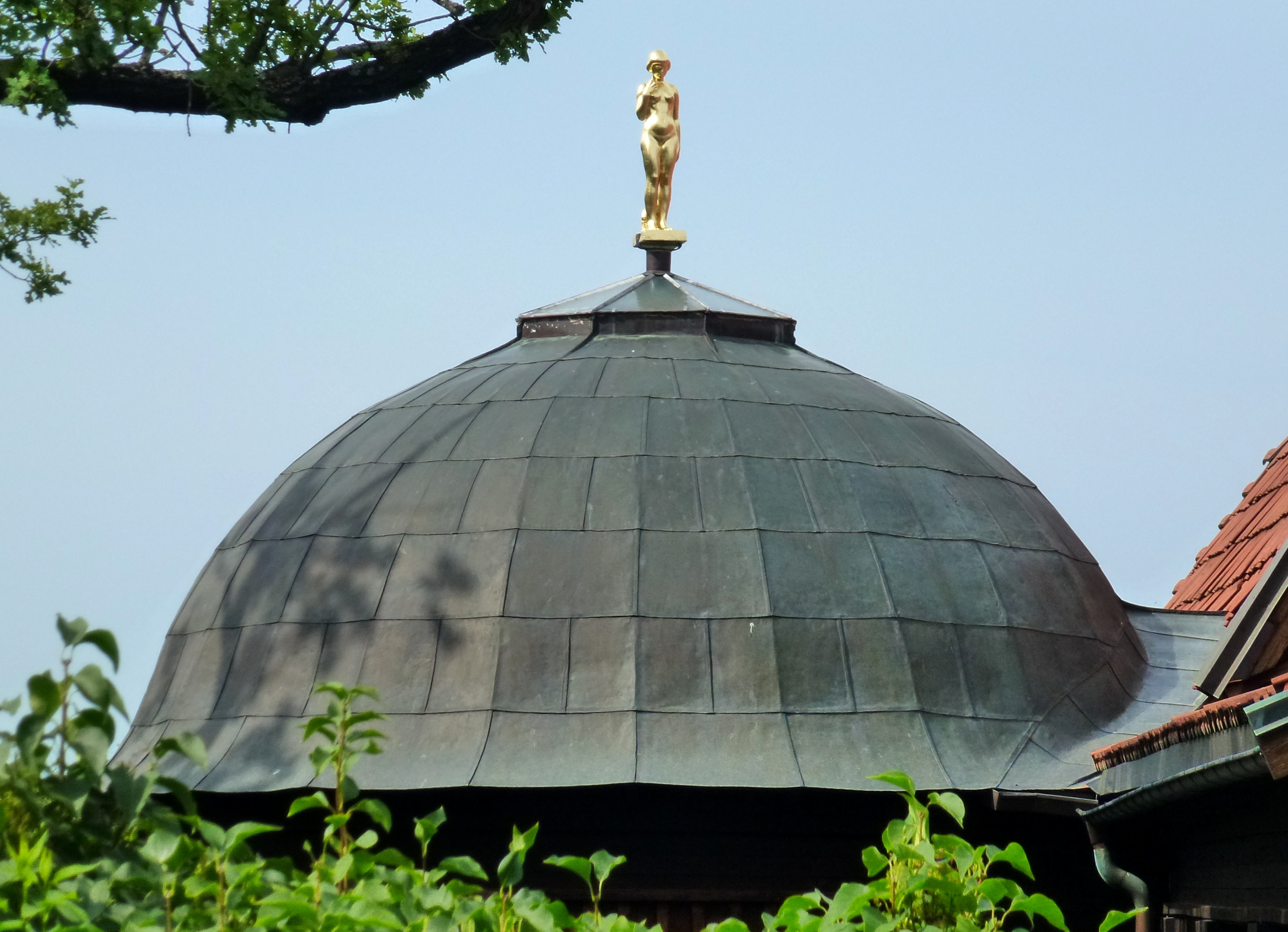
Flickskulpturen på taket
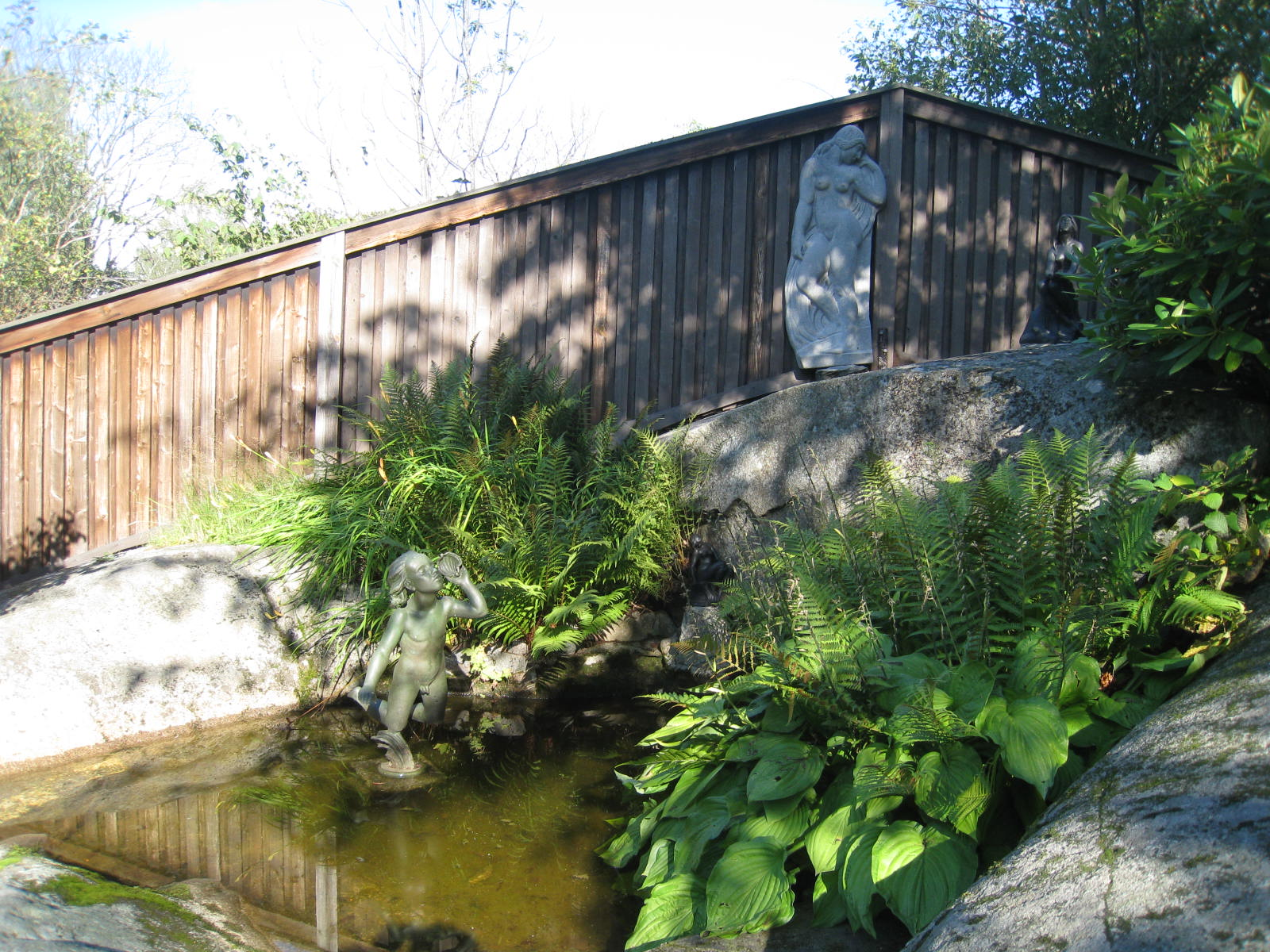
Museets trädgård.